# Vedea (Argeș)
Pour l’article homonyme, voir Vedea (homonymie).
Vedea est une commune roumaine située dans le județ d'Argeș.